# Ombrelloni (singolo)
Ombrelloni è una canzone di Simone Cristicchi, secondo estratto dalla seconda edizione dell'album d'esordio del cantante Fabbricante di canzoni, pubblicato per la prima volta nel 2005, e ristampato l'anno dopo in occasione della partecipazione del cantautore al 56º Festival di Sanremo.

## Descrizione
A causa del suo testo provocatorio ed ironicamente volgare (il Corriere della Sera la definisce «la hit maleducata dell'estate»), molte radio trasmettono una versione censurata del brano (al posto delle parolacce vengono usati i consueti "bip" utilizzati normalmente in televisione) o scelgono di non trasmetterlo affatto, mentre su Internet è subito un successo.
Il testo nasce da una effettiva richiesta giunta al cantautore romano dal direttore di una emittente radiofonica, che gli commissiona un brano leggero, spensierato, «estivo», appunto. Di quelli orecchiabili, di immediato impatto, nati per essere tormentoni, obbedendo al classico luogo comune secondo il quale durante le vacanze anche i fruitori abituali di musica di qualità spengono il cervello e si accontentano di prodotti creati a tavolino. E i luoghi comuni legati all'estate, Cristicchi li elenca tutti, rifiutandoli con pungente rabbia che sfocia nel turpiloquio: dall'ombrellone citato nel titolo, alla crema solare, all'abbronzatura a tutti i costi, al gelato, alla sabbia, al ritornello «maledettamente stupido», al ritmo sudamericano, alle mossette da abbinare per rendere la canzone ancora più accattivante.

## Video
Il videoclip, diretto da Alberto Puliafito e con la partecipazione del Trio Medusa, proprio come il testo della canzone raccoglie tutti gli stereotipi più triti del disimpegno estivo, dai palestrati che esibiscono il fisico scultoreo in spiaggia ai bambini che tormentano il malcapitato bagnino di turno. Con tanto di finale a sorpresa, in linea con la provocazione della canzone.

## Tracce
1. Telefonata per l'estate (versione alternativa)
2. Ombrelloni
3. Ombrelloni (versione censurata)